# Hampton (Illinois)
Hampton – wieś w Stanach Zjednoczonych, w stanie Illinois, w hrabstwie Rock Island.